# Pavel Liška (Kunsthistoriker)
Pavel Liška (* 3. September 1941 in Beneschau, Protektorat Böhmen und Mähren; † 21. Oktober 2021 ebenda) war ein tschechisch-deutscher Kunsthistoriker, Hochschuldirektor und Publizist.

## Leben und Werk
Pavel Liška wuchs in Prag auf und studierte an der Karls-Universität Prag und der Technischen Universität Prag Kerntechnik. 1969 erhielt er politisches Asyl in der BRD, bekam aber wegen der Befürchtung, er könne spionieren, keine Arbeitsstelle in Deutschland.
Nach einem zusätzlichen Studium der Kunstgeschichte, Philosophie, Geschichte und Archäologie an der Universität Hamburg, FU Berlin und Universität Osnabrück wurde er 1977 mit einer Arbeit über die Malerei der neuen Sachlichkeit in Deutschland promoviert. 
Seit 1980 war Liška deutscher Staatsbürger. Er war über einen längeren Zeitraum in Köln ansässig und sprach fünf Sprachen. Liška war Dozent für Kunstgeschichte an der Universität Bielefeld, der Technischen Universität Dortmund und der Westfälischen Wilhelms-Universität in Münster.
Kurator und Ausstellungsmacher war Liška seit 1985. Tätig war er für den Kölnischen Kunstverein und den Kunstverein für die Rheinlande und Westfalen in Düsseldorf. Er organisierte Ausstellungen der deutsch-tschechischen Künstler Magdalena Jetelová und Milan Kunc in Prag. 1994 war er wissenschaftlicher Mitarbeiter bei dem Großprojekt Europa … Europa in der Kunst- und Ausstellungshalle der Bundesrepublik Deutschland in Bonn.
Von 1994 bis 1997 leitete er die Abteilung Kunst- und Architekturgeschichte an der Fakultät für Architektur der TU Liberec, um danach im Haus der Kunst Dům umění der Stadt Brünn als wissenschaftlicher Direktor tätig zu sein. 2001 wurde er wissenschaftlicher Direktor des Kunstforums Ostdeutsche Galerie in Regensburg und 2006 Rektor der Prager Akademie für Kunst, Architektur und Design Prag, VŠUP.